# Luis Jorge Garay
Luis Jorge Garay Salamanca (XX) es un economista, ingeniero industrial, investigador, periodista y escritor de Colombia. Asesor de varios ministerios, entidades y organismos nacionales e internacionales en temas económicos y sociales. Ha escrito varios libros de investigación sobre el narcotráfico y la corrupción de Colombia, México y Venezuela. Fue parte del equipo económico de la campaña que llevó a la presidencia a Gustavo Petro en el año 2022.

## Trayectoria
Garay se graduó como Ingeniero Industrial de la Universidad de los Andes y obtuvo una maestría en Economía en la misma institución. Obtuvo un doctorado en Economía del Instituto Tecnológico de Massachusetts en Estados Unidos.
Ha trabajado en las universidades de Oxford y Cambridge y con el Banco Interamericano de Desarrollo (BID) como investigador. Igualmente ha estado vinculado al Programa de Naciones Unidas para el Desarrollo y ha asesorado al Departamento Nacional de Planeación de Colombia. Fue consultor de la Contraloría General de la República de Colombia durante la administración de Carlos Ossa Escobar.
De 2005 a 2016 fue investigador asociado de la Universidad de Naciones Unidas – Centro de estudios comparados de integración (UNU-CRIS).

## Trabajo social
Garay ha sido asesor en varios ministerios, sobre temas como relaciones internacionales, migración y desigualdad social. Igualmente ha investigado la corrupción, los costos del conflicto armado y la guerra contra el narcotráfico. En años más recientes ha estudiado el impacto ambiental de la minería en Colombia y el desplazamiento forzado interno.
Garay formó parte del grupo económico de la campaña presidencial de Gustavo Petro de 2022 con la que resultó electo y fue mencionado por este como posible ministro de hacienda. De este grupo hicieron parte igualmente Ricardo Bonilla González y Jorge Iván González.

## Algunos de sus libros publicados
Garay cuenta con una extensa obra de más de cincuenta libros como autor o coautor. Algunas de sus obras destacadas son:
- Corrupción, cerebro y sentimientos (2007)
- La captura y reconfiguración cooptada del estado en Colombia (2008), coautor.
- El gran libro de la corrupción en Colombia (2018)
- Narcotráfico, corrupción y Estados
- Súper red de corrupción en Venezuela: Cleptocracia, nepotismo y violación de derechos humanos (2021), coautor.